# Dingzhuang (socken i Kina, Henan, lat 34,05, long 113,81)
Dingzhuang (kinesiska: 丁庄, 丁庄乡) är en socken i Kina. Den ligger i provinsen Henan, i den centrala delen av landet, omkring 81 kilometer söder om provinshuvudstaden Zhengzhou.
Genomsnittlig årsnederbörd är 710 millimeter. Den regnigaste månaden är juli, med i genomsnitt 149 mm nederbörd, och den torraste är januari, med 4 mm nederbörd.